# Oxypogon guerinii
El colibrí chivito de Bogotá o barbudito paramuno, quinchita de páramo o barbudito cascocrestado[cita requerida] (Oxypogon guerinii) es una especie de ave apodiforme de la familia Trochilidae (los colibríes) perteneciente al género Oxypogon. Es endémico de los Andes orientales de Colombia;

## Distribución y hábitat

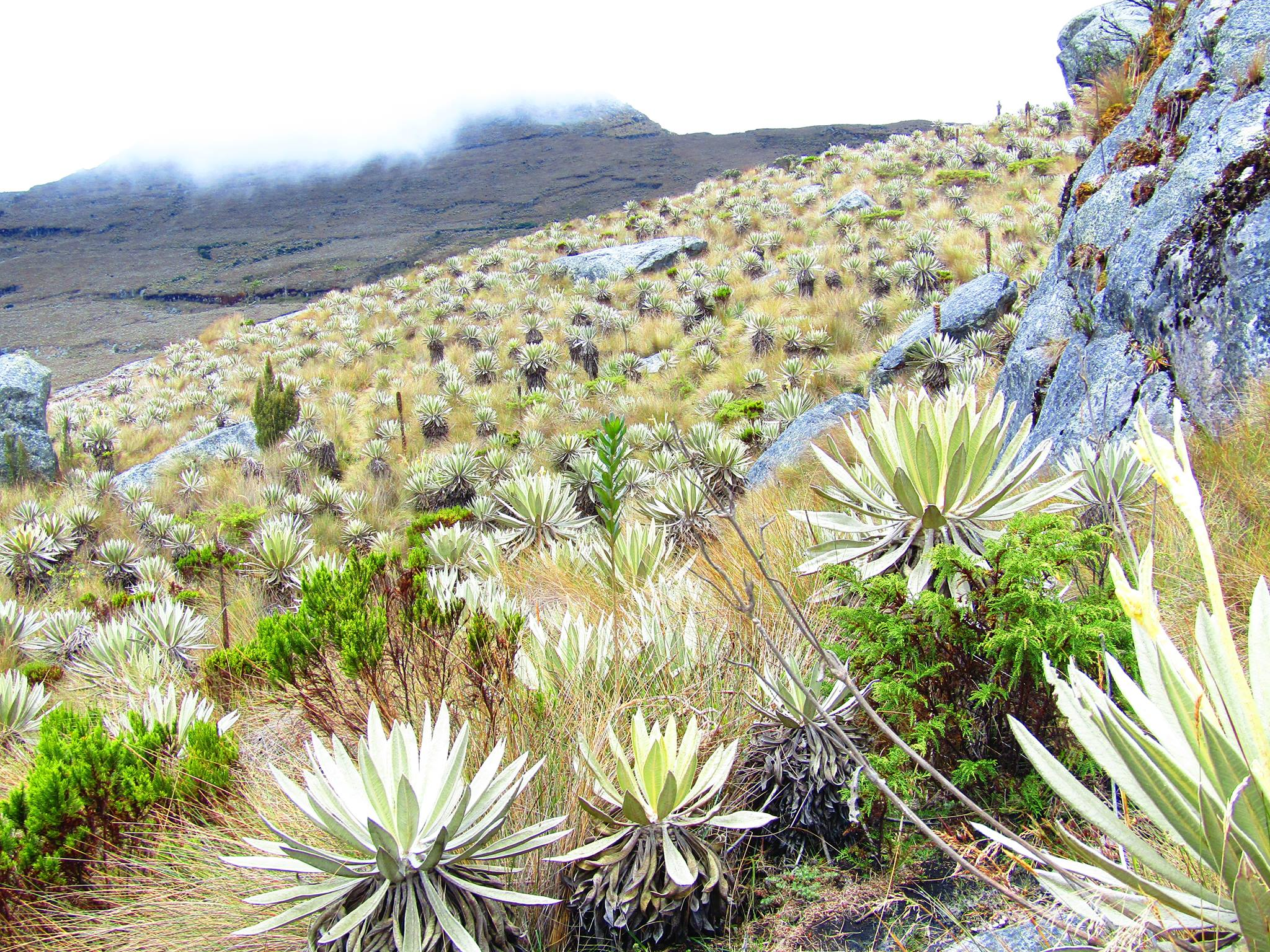
Frailejones en el páramo de Sumapaz, ejemplo de hábitat de la especie.

Se encuentra únicamente en los páramos de la Cordillera Oriental de los Andes de Colombia. Habita en Cundinamarca y Boyacá, donde se describe como localmente común en el páramo alto cubierto de musgo y con abundantes frailejones del género Espeletia. En la época de lluvia permanece entre los frailejones aprovechando la floración, tanto por el néctar como por larvas de pequeños insectos que se alojan entre las flores; mientras que durante la estación seca desciende hasta el subpáramo y bosques altoandinos, donde aprovecha flores de otras especies, como Brachyotum strigosum. También puede ser encontrado en los bordes de bosques de queñoa Polylepis; las hembras son vistas con más frecuencia en gargantas montañosas mientras que los machos parecen restringirse más a las laderas abiertas. En altitudes entre 3000 y 5200 m.

## Características
Se le considera el ave símbolo de los páramos por sus colores brillantes, la cresta aguda blanca y la barba de los machos. Es un colibrí de tamaño mediano, que alcanza en promedio 11,8 cm de longitud corporal; con pico negro, puntiagudo, corto, de 1,3 a 1,8 cm. El macho tiene una cresta blanca prominente, de 2,6 cm. Presenta una barbilla alargada y plumas en la garganta formando una "barba" color verde brillante y tiene una mancha triangular purpúrea obscura a ambos lados de la cara, rodeando los ojos. El dorso es de color verde oliva y el vientre marrón con escalas blancuzcas. La cola es bronceada, con amplio centro blanco. Envergadura de las alas de 69,9 mm. Patas negras y fuertes. La hembra es más pequeña que el macho y no presenta cresta ni barba.

## Estado de conservación
El colibrí chivito de Bogotá está calificado como «preocupación menor» por la Unión Internacional para la Conservación de la Naturaleza (IUCN. A pesar de su restringida área de 19 700 km2 y de que su población se presume decreciente. no se considera que existan serias amenazas a su existencia; adicionalmente, ocurre en varias áreas protegidas.

## Sistemática

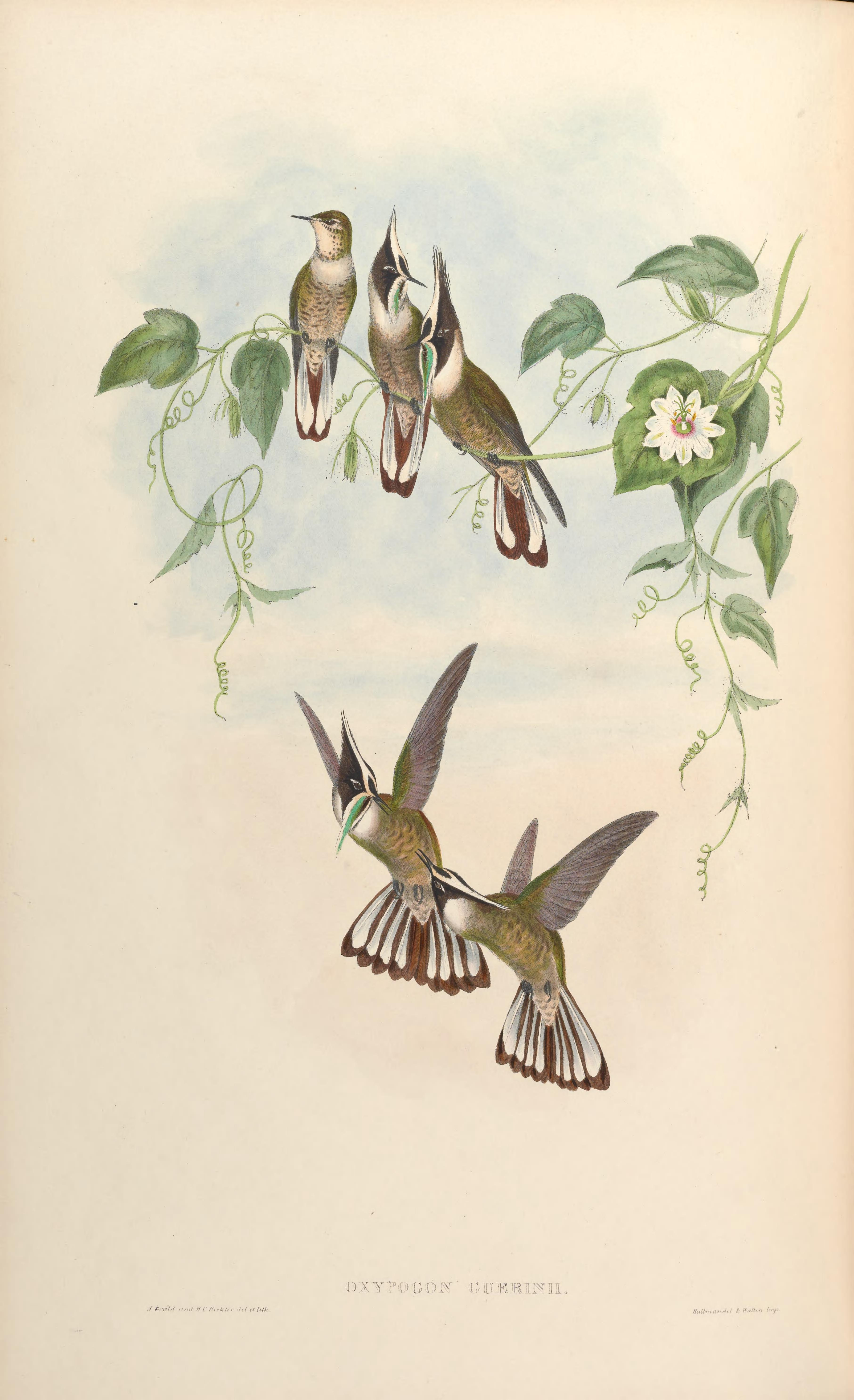
Oxypogon guerinii, ilustración de Gould y Richter en A monograph of the Trochilidae, or family of humming-birds 3, 1861.

### Descripción original
La especie O. guerinii fue descrita por primera vez por el ornitólogo francés Auguste Boissonneau en 1840 bajo el nombre científico Ornismia guerinii; su localidad tipo es: « Bogotá, Colombia».

### Etimología
El nombre genérico masculino «Oxypogon» es una combinación de las palabras del griego «oxus» que significa ‘agudo, pontudo’, y «pōgōn» que significa ‘barba’; y el nombre de la especie «guerinii» conmemora al naturalista francés Félix Édouard Guérin-Méneville (1799–1874).

### Taxonomía
Históricamente, el género Oxypogon era considerado monofilético incluyendo apenas a la presente especie, con cuatro subespecies. En 2013, un estudio morfológico y morfométrico propuso la elevación de las otras tres subespecies a la condición de especies plenas: Oxypogon stuebelii, O. cyanolaemus y O. lindenii. La elevación a especie fue reconocida en la Propuesta No 609 al Comité de Clasificación de Sudamérica (SACC).
Es monotípica.